# Dana International
Dana International (in ebraico דנה אינטרנשיונל‎?; in arabo دانا اٍنترنشيونال‎?), pseudonimo di Sharon Cohen (in ebraico שרון כהן‎?; Tel Aviv, 2 febbraio 1969), è una cantante israeliana.
È stata la vincitrice dell'Eurovision Song Contest del 1998, in rappresentanza di Israele con il brano Diva, diventando la prima donna transgender a vincere il concorso. Ha partecipato nuovamente all'Eurovision Song Contest nell'edizione 2011 a Düsseldorf, in Germania con la canzone Ding Dong venendo però eliminata in semifinale.

## Biografia
Sharon Cohen nacque a Tel Aviv, Israele, nel 1969, ultimogenita (la sorella si chiama Limor e il fratello Nimrod) di una famiglia media ebrea di origine yemenita. Da sempre molto interessata alla musica, seguiva con grande passione ogni anno l'Eurovision Song Contest, ricordando con affetto l'edizione del 1983, quando la cantante Ofra Haza, una delle sue ispirazioni, si classificò seconda con la canzone Hai.
Durante l'adolescenza iniziò a studiare canto e a frequentare discoteche e pub di Tel Aviv. Una sera le fu proposto un numero come drag queen in cui doveva esibirsi in una parodia sulle note di My Name Is Not Susan di Whitney Houston. 
In quella discoteca venne notata dal dj e produttore Ofer Nissim, che rimase molto colpito dalla voce estremamente femminile, il fisico androgino e la sua presenza scenica. Le propose quindi un provino.

## Carriera

### Gli esordi
Preso il nome d'arte di Dana, che viene dal nome di un suo amico di infanzia, Daniel, morto in un incidente in auto, incise il suo primo singolo dal titolo International, apprezzato dal pubblico per la freschezza e per il sound. Il brano, cantato in arabo e in inglese, è il primo in cui Dana aggiunge al suo pseudonimo anche il cognome "International", nel verso che recita «volo dall'Arabia Saudita al Principato di Monaco, indosso pantaloni italiani e mi curo da parrucchieri francesi, sono ricca, sono bella, sono Dana International».

### La transizione
Nel 1993, grazie ai soldi guadagnati con le vendite del suo primo singolo, Sharon poté volare a Londra e completare il percorso di transizione.

### 1993:Dana International
Poco tempo dopo uscì il suo primo album omonimo che comprendeva la già citata International e altri singoli di successo come Fata Morgana, Ha-Hatzaga Chayyevet L'hamshich (una cover in ebraico di The Show Must Go On dei Queen), e Saida Sultana, la parodia di My Name Is Not Susan di Whitney Houston che la fece notare a Nissim. L'album riscosse un enorme successo, più di due milioni di israeliani acquistarono l'album. La fama di Dana International arrivò anche oltre confine e il suo album fu venduto in Libano, Siria, Giordania, Arabia Saudita ed Egitto. Nonostante l'album fosse stato messo al bando in questi ultimi due, per motivi politici dovuti all'identità nazionale e di genere della Cohen, il disco rimase comunque uno dei più venduti grazie al mercato nero.

### 1994: una fama consolidata
Nel 1994 Dana bissò il successo del suo primo album con l'uscita di Umpatampa. Fu un altro successo: l'album comprende le hit Ani Lo yechola be-l'adecha, Nosa'at le-Petra, Qu'est ce que c'est e Layla tov Eropa. Proprio con quest'ultimo brano, Dana fu scelta dall'emittente televisiva IBA per partecipare a Kdam Eurovision 1995, la selezione israeliana per determinare il rappresentante nazionale  all'Eurovision Song Contest 1995. Il pezzo arrivò secondo nella selezione, suscitando però controversie negli ambienti religiosi ebraici: è infatti fatto divieto nella Torah di cambiare il proprio corpo permanentemente. Sono infatti vietati i tatuaggi, i piercing, la chirurgia estetica e, ovviamente, il cambio di sesso. Il singolo Layla Tov Eropa riscosse comunque successo sia in Israele che fuori.

### 1995–1997: come icona gay
Nel 1995, l'ormai affermata e controversa Dana tornò alla ribalta con un EP, dal titolo Tampa, che comprendeva qualche brano inedito e diversi remix, tra cui una collaborazione coi dj italiani Ti.Pi.Cal. Nel 1996 fu la volta di Maganona, il suo terzo album, dal titolo in arabo che significa "pazza", la cui copertina raffigura un gallo con i tacchi a spillo. Dana era considerata come un'icona per il panorama gay israeliano e non solo. 
L'album contiene anche altri successi, come Cinquemila, Power, Sex Acher e Yesh bo esh in duetto con Igi Wachsmann. Con questo album Dana entro nelle classifiche in Europa, Nordamerica, Russia e Giappone. Nel 1997 Dana si presentò ancora alle selezioni per l'Eurovision, questa volta interne, vincendo.

### 1998: il successo all’Eurovision Song Contest
Nel novembre del 1997 Dana è stata selezionata internamente dall'IBA, tra cinque possibili candidati, come rappresentante nazional all'Eurovision Song Contest 1998, tenutosi a Birmingham.
Alla manifestazione europea, Dana si presentò incurante delle proteste della chiesa ortodossa ebraica. La canzone che aveva scelto per rappresentare Israele era Diva, con la quale vinse per 8 punti sulla britannica Imaani. Con la sua vittoria, divenne la prima cantante transgender a vincere il concorso.

### 1999–2000: le polemiche
Nel 1999 uscì in Europa The Album, una raccolta dei successi di Dana dagli albori fino alla vittoria dell'Eurovision e, subito dopo, l'album Free, che comprendeva l'omonimo singolo scritto per lei da Stevie Wonder e in più una cover di Woman In Love di Barbra Streisand. Nel 2000 uscì la versione israeliana dell'album.
Successivamente i rapporti tra la cantante e la major Sony BMG, etichetta con cui stava da tempo preparando gli estremi per un importante contratto discografico, si ruppero improvvisamente facendo sfumare il progetto.
Ma le polemiche non si fermavano: l'estrema destra israeliana la attaccò aspramente quando dichiarò in televisione: «Israele non è lo stato degli ebrei: Israele è lo stato degli israeliani, siano essi ebrei, musulmani o cristiani». Dana era molto impegnata nella difesa dei diritti umani non solo in Palestina ma anche in Iraq e nel mondo.

### 2001: evoluzione professionale
Il 2001 fu l'anno della rottura col suo manager Ofer Nissim e dell'uscita del suo nuovo album Yoter ve-yoter che comprende canzoni come l'autobiografica Nitzachti, Ten li-chyot, Be-derech el ha khofesh. Ai critici, Dana appare molto cresciuta professionalmente, e il suo stile musicale ispirato all'ethnopop fa posto a musicalità Dance pop. 

### 2002–2006: declino commerciale
Nel 2002 uscì un altro EP album: Ha-chalom Ha-efshari, con nuovi singoli come Tachlom, Sipur qatzar, Ba-sof yihyè tov e la canzone pacifista che intitola l'EP Ha-chalom ha-efshari, nella quale Dana canta «il mio sogno è che gli arabi e gli ebrei vivano insieme, da amici». All'album, che nonostante l'intensa promozione vendette assai poco, seguì un tour che portò Dana ad esibirsi nelle principali città europee come Londra, Bruxelles, Parigi, Berlino, Vienna, Budapest, Varsavia, Kiev e Mosca.
Dana prese poi parte ad uno spot pubblicitario per un gelato e fu poi testimonial della Londa, una casa di cosmetici per capelli tedesca. Fu in questa occasione che nel 2004 che uscì il singolo in francese Lola, il cui video è di gusto androgino: Dana è infatti circondata da ragazzi e ragazze che, con l'uso di effetti speciali, si trasformano gli uni nelle altre e viceversa.

### 2007: ritorno sulle scene
Dopo qualche anno di totale assenza dalle scene, nel 2007 arriva l'uscita di quattro inediti: Hakol Ze Letova (È per il tuo bene), Love Boy (Ragazzo oggetto), At Muhana (Sei pronta) e Seret Hodi (Film indiano, in duetto con un altro cantante israeliano, Idan Yaniv) che ufficializzano l'uscita del suo nuovo album che si intitola appunto Hakol Ze Letova. Proprio il suo comeback è stato oggetto di una intervista con Guy Pines, un presentatore del canale israeliano Channel 3 e con Shay Gal di Channel 2. L'artista, amareggiata nei confronti dei media per il trattamento che le riservarono (e a cui dedicò la canzone At Muhana), ha motivato così le ragioni della sua assenza dalle scene, durata circa quattro anni, dopo il fallimento commerciale dell'album Ha-Chalom Ha-Efshari:
Nel corso della trasmissione si viene inoltre a sapere che le investigazioni del giornalista Itai Goldman, che provò a ricostruire gli eventi che avevano portato la Sony BMG a rescindere prematuramente i rapporti con la cantante, sono state bloccate per ragioni legali.

### 2008–2011: di nuovo all'Eurovision Song Contest
Dopo aver scritto ed interpretato Love Bay, una sorta di cover del grande successo Love Boy, per la sigla di un reality israeliano, Dana si è dedicata alla composizione della musica di Ke'ilo kan, presentato all'Eurovision Song Contest 2008 da Boaz Mauda; inizialmente la cantante voleva un duetto, poi ha deciso di lasciare spazio al giovane collega. Alla fine dell'anno invece viene pubblicato un nuovo singolo in collaborazione col duo ucraino NeAngely, dal titolo I Need Your Love, in cui Dana per la prima volta canta, oltre che in inglese, in lingua russa. Nel corso del 2009, invece, collabora con il rapper israeliano Subliminal per Alay (Su di me) di cui viene prodotto anche un video, oltre a partecipare al centennale di Tel Aviv cantando Lo nirdemet Tel Aviv (Tel Aviv non dorme) e a diventare giudice per la versione israeliana di American Idol. Nel 2010 esce infine "Bamaqom HaKhi Namuch BeTel Aviv", cover di un grande successo israeliano degli anni ottanta di Astar Shamir.
Nel 2011, Dana compete in un'altra edizione di K'dam, che vince aggiudicandosi il diritto di rappresentare Israele all'edizione 2011 dell'Eurovision, tenutasi a Düsseldorf, interpretando la canzone "Ding Dong". Dana non passa la semifinale, arrivando solo quindicesima su 19 canzoni, e viene eliminata.

### 2012-2016: Moda, conduzione TV, nuovi singoli e un musical
Nel 2012 Dana ha partecipato alla settimana della moda di Tel Aviv come modella d'eccezione. Qualche settimana dopo è stato poi pubblicato un nuovo singolo della cantante in duetto con Yardena Arazi, dal titolo Kshe HaGvarim Roqdim (Quando gli uomini ballano), un pezzo con influenze prese dalla musica etnica israeliana ma anche dal pop.
Successivamente la cantante è stata impegnata nella registrazione e pubblicazione di tre nuovi singoli di cui uno, Loca, è stato scelto come inno ufficiale del gay pride di Tel Aviv nel 2013.
L'anno successivo vede Dana impegnata nella conduzione di un nuovo talent show dal titolo Yeshnan Banot (che richiama peraltro uno dei suoi primi successi). Nel cast è presente come giudice anche la stessa Yardena Arazi. Lo stesso anno vede Dana come madrina di diversi gay pride: quello di Tel Aviv - da cui era stata fisicamente assente per alcuni anni - quello di Madrid e quello di Amsterdam. Poco dopo escono Ma Laasot (Che fare?), Yr Shalma (Un'intera città) e Down On Me, la riedizione di una demo già uscita nel 2011, poi alla fine del 2014 Yeladim Ze Simcha (I bambini sono felici) ed Emunot Ktanot (Piccole credenze).
È verso la fine di dicembre del 2014 e per tutto l'inverno che Dana debutta a teatro con la versione in musical de La Carica dei 101, nella parte di Cruella DeVil (Crudelia De Mon nella versione italiana), show che registra un grande successo di critica e botteghino, e sempre a cavallo tra il 2014 e il 2015 esce la riedizione del vecchio successo Saida Sultana, con la collaborazione del cantante e icona gay Uriel Yekutiel, in arte ARISA.

### 2017-Adesso: Il ritorno in studio
Nel giugno del 2017 esce un singolo di Dana, chiamato Ruti. Due mesi dopo esce Yesh Li Ahava (La Costa), e infine, a novembre dello stesso anno è il turno di Nish'eret Itcha. Tutti e tre i singoli ottengono buoni risultati nella classifica israeliana Radio 90FM.
Ad aprile del 2018, in occasione del ventenario dalla sua vittoria all'Eurovision di Birmingham, incide una canzone promozionale dell'edizione di quell'anno di Israel Calling, un evento che precede l'Eurovision Song Contest ogni anno. Questa si chiama Hava Nagila, ed è un rifacimento di una canzone folk ebraica.
A luglio dello stesso anno, Dana pubblica un altro rifacimento di una canzone folk ebraica, cioè Mi Ha'Ish (Chi è l'uomo) per promuovere il pride di Gerusalemme, tenutosi ad agosto.
A maggio del 2019, Dana ritorna all'Eurovision Song Contest, stavolta come intervallo, cantando dapprima Just The Way You Are di Bruno Mars durante la prima semifinale, e poi Tel Aviv di Omer Adam e la sua canzone Diva durante la cerimonia di apertura della finale. Sempre quell'anno, in collaborazione con Charlotte Perrelli, pubblica Diva to Diva, in commemorazione delle vittorie di entrambe all'Eurovision
Nel maggio del 2020, partecipa in un episodio di un programma del network digitale israeliano Kan, chiamato The Gay Revolution. Nell'ottobre dello stesso anno Dana partecipa aI progetto המהפכה הגאה, nel quale altre canzoni folk ebraiche sono rifatte da artisti contemporanei, nella quale canta insieme al comico Shahar Hason ed al produttore Omri Segal, una cover di "Joyful Choir" di Chava Alberstein. Nell'ottobre del 2022, la TV Israeliana le dedica un tributo, in cui vari artisti come Ilanit, Gali Atari, Zahava Ben e Dafna Dekal cantano cover delle sue canzoni. All'evento partecipa anche il primo ministro d'Israele, Yair Lapid, rendendo l'evento il primo evento LGBT della nazione a cui prende parte anche un primo ministro.
Durante il 2023, pubblica su YouTube due canzoni: La Cucaracha a marzo, e Big D*** Energy in collaborazione con Itay Gallo a luglio. Esse non ottengono il successo sperato. 

## Discografia

### Album
- 1993 Danna International (Offer Nissim Presents), IMP Dance
- 1994 Umpatampa, IMP Dance
- 1995 E.P.Tampa (Offer Nissim Featuring), IMP Dance
- 1996 Maganuna (Pazza), Helicon/Big Foot
- 1998 Diva - The Hits, IMP Dance
- 1998 Dana International The Album, Helicon/Big Foot/PolyGram
- 1999 Free, (edizione europea), CNR Music
- 2001 Yoter Ve Yoter (Ancora e ancora), NMC
- 2002 HaHalom HaEfshari (Il sogno possibile), IMP Dance
- 2003 The CDs collection, IMP Dance
- 2007 Hakol Ze Letova (È tutto per il bene), Hed Arzi Ltd.

### Singoli (israeliani ed internazionali)
- 1992 Dana International
- 1992 Saida Sultana
- 1993 Fata Morgana
- 1993 Mishkhak HaDemaot (Il gioco delle lacrime)
- 1993 Samar-mar
- 1993 Yes Sir, I can Boogie
- 1994 Ani Lo Yekhola Be-l'Adecha (Non posso vivere senza te)
- 1994 Nosaat LePetra (Andando a Petra)
- 1994 Yeshnan Banot (Alcune ragazze)
- 1995 Bètula (Vergine)
- 1995 Layla tov Eropa (Buona notte Europa)
- 1995 Ani Rotza LiChyot (Voglio vivere)
- 1996 Maganona (Pazza)
- 1996 Menafnefet (Vento)
- 1996 Don Quixote
- 1996 Let Kiss
- 1996 Yesh Bo Esh (Lui ha il fuoco) (duetto con Iggy Waxman)
- 1996 Cinquemila
- 1997 Shir Kdam Shnati (Sex Acher) (Un altro tipo di sesso) (duetto con Eran Tzur)
- 1998 Diva
- 1998 I'm Gonna Let
- 1998 Cinquemila
- 1999 Free
- 1999 Ani Ohevet (Io amo)
- 1999 Ad Sof HaZman (Fino alla fine del tempo)
- 1999 Woman In Love
- 2000 Mokher HaPrakhim (Fioraia) (duetto con Alon Olearczik)
- 2001 Lama Katavta Li Shir? (Perché mi hai scritto una canzone?)
- 2001 Nitzachti (Ho vinto)
- 2001 VeAchrey HaKol (E dopo tutto)
- 2001 Elef Yamim Shel Ahava (Kesher) (Mille giorni d'amore (Relazione)
- 2001 Ten LiChyot/Superman (Lasciami vivere/Superman)
- 2001 Sipur Qatzar (Breve storia)
- 2002 Tachlom (Sogna)
- 2002 Makat Khom (Ay La Dir La Da Da) (Colpo di Sole)
- 2002 HaChalom HaEfshari (Il sogno possibile)
- 2002 BaSof Yihyé Tov (Alla fine andrà bene)
- 2002 Tagid Li Mi (Dimmi Chi) (cover di "Storie di tutti i giorni" di Riccardo Fogli)
- 2003 Alora Rola
- 2004 Lola
- 2005 Strike It Up
- 2007 HaKol Ze LeTova (È tutto per il bene)
- 2007 Love Boy
- 2007 Seret Hodi (Film indiano) (duetto con Idan Yaniv)
- 2008 At Mukhana (Sei pronta)
- 2008 Yom Huledet (Compleanno)
- 2008 Eyfo HaLev (Dov'è il cuore)
- 2009 I Need Your Love (col duo ucraino NeAngely)
- 2010 Alay (Su di Me) (duetto con Subliminal)
- 2010 Lo Nirdemet Tel Aviv (Tel Aviv non dorme)
- 2010 BaMakom HaKhi Namuch BeTel Aviv (Il punto più basso di Tel Aviv)
- 2011 Ding Dong
- 2012 KsheHaGverim Roqdim (Quando gli uomini ballano) (duetto con Yardena Arazi)
- 2013 Ma La'asot
- 2013 Loca
- 2013 Yr Shlema
- 2014 Down On Me
- 2014 Yeladim Ze Simcha
- 2014 Emunot Ktanot
- 2015 Saida Sultana 2015 (feat. Arisa)
- 2016 We Can Make It (feat. Offer Nissim)
- 2017 Ruti
- 2017 Yesh Li Ahava
- 2017 Nish'eret Itcha
- 2018 Hava Nagila
- 2019 Mi Ha'Ish
- 2019 Diva to Diva (feat. Charlotte Perrelli)
- 2020 Joyful Choir (feat. Shahar Hason & Omri Segal)
- 2023 La Cucaracha
- 2023 Big D*** Energy (feat. Itay Gallo)